# Chlamys

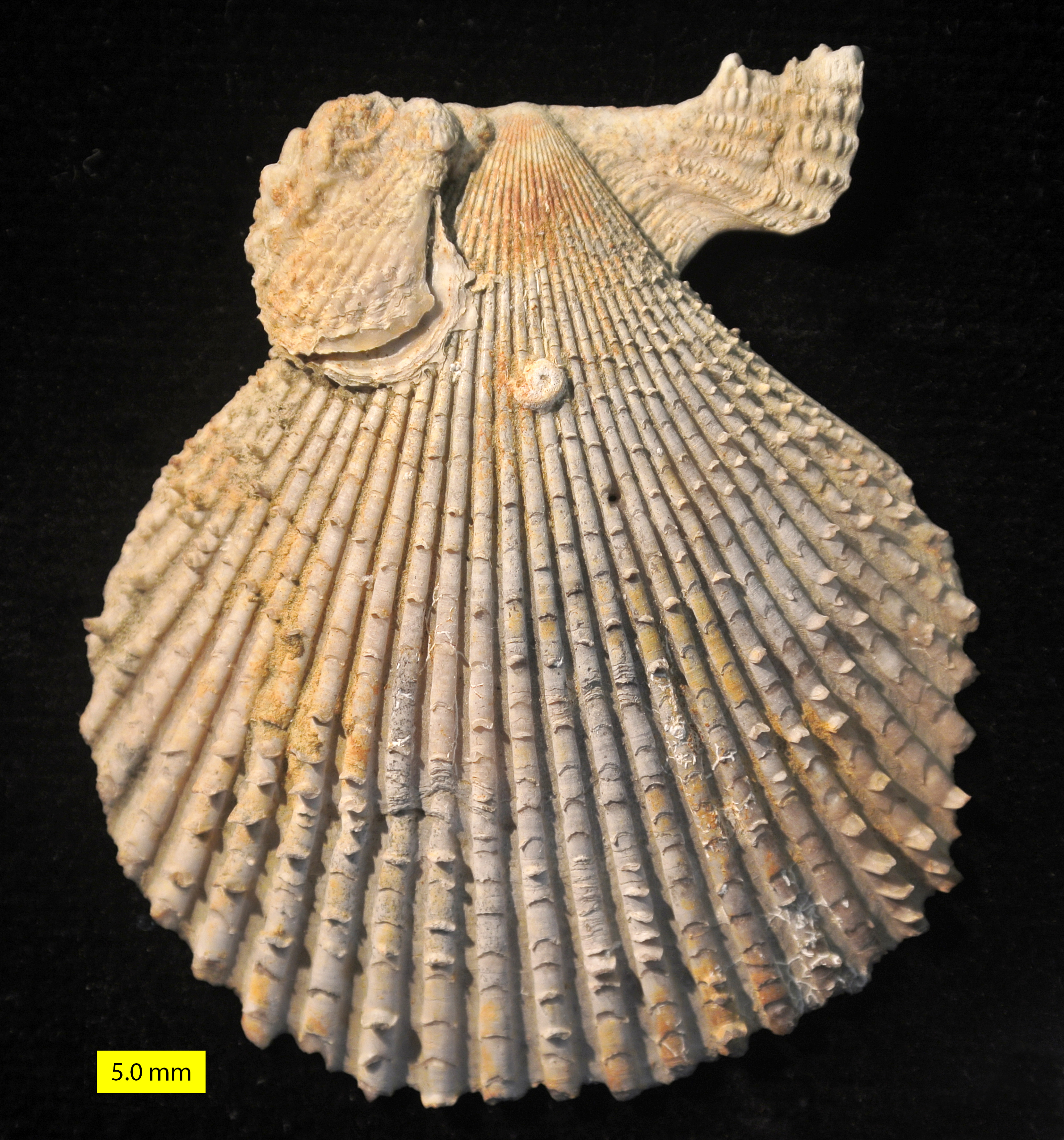
Exemplar de Chlamys del Pliocé.

Chlamys és un gènere de mol·luscs bivalves de la família Pectinidae, coneguts com vieires. El nom deriva del grec, χλαμΰς o clàmide, un vestit usat pels soldats.
1. ↑  Powell, A. W. B.. New Zealand mollusca : marine, land, and freshwater shells.  Collins, 1979. ISBN 0-00-216906-1. OCLC 6786656.
2. ↑  «ITIS - Report: Chlamys». www.itis.gov. [Consulta: 27 maig 2022].

## Espècies del gènereChlamys[1]
- Chlamys albida (R. Arnold, 1906)
- Chlamys behringiana (Middendorff, 1849)
- Chlamys bruei (Payraudeau, 1826)
- Chlamys circularis (Sowerby, 1835)
- Chlamys consociata (E. A. Smith, 1915)
- Chlamys dichroa (Suter, 1909)
- Chlamys dieffenbachi (Reeve, 1853)
- Chlamys distorta
- Chlamys biarritzensis (d'Arciac, 1846)
- Chlamys gemmulata (Reeve, 1853)
- Chlamys hastata (G. B. Sowerby II, 1842)
- Chlamys islandica (Müller, 1776)
- Chlamys jordani Arnold, 1903
- Chlamys kincaidi Oldroyd, 1929
- Chlamys kiwaensis Powell, 1933
- Chlamys liocymatus (Dall, 1925)
- Chlamys lioicus (Dall, 1907)
- Chlamys lowei (Hertlein, 1935)
- Chlamys muscosus Wood, 1828
- Chlamys navarcha Dall, 1898
- Chlamys opercularis (Linnaeus, 1758)
- Chlamys pseudislandica MacNeil, 1967
- Chlamys rubida (Hinds, 1845)
- Chlamys septemradiatus
- Chlamys strategus
- Chlamys subsulcata (Locard, 1898)
- Chlamys sulcata (O. F. Mueller, 1776)
- Chlamys taiaroa Powell, 1952
- Chlamys tigerina
- Chlamys varia
- Chlamys wainwrightensis
- Chlamys zelandiae (Gray, 1843)
- Chlamys zeelandona (Hertlein, 1931)